# Cleator Moor
Cleator Moor este un oraș în comitatul Hertfordshire, regiunea North West, Anglia. Orașul se află în districtul Copeland.